# František Richter
František Richter (ur. 26 października 1938, zm. 27 marca 2020) – czechosłowacki żużlowiec, występujący również na długim torze.

## Życiorys
Trzykrotny medalista indywidualnych mistrzostw Czechosłowacji: złoty (1959), srebrny (1961) oraz brązowy (1962).
Wielokrotny reprezentant Czechosłowacji na arenie międzynarodowej. Brązowy medalista drużynowych mistrzostw świata (Göteborg 1960). Finalista indywidualnych mistrzostw Europy na długim torze (Plattling 1960 – V miejsce). Kilkukrotny uczestnik eliminacji indywidualnych mistrzostw świata (najlepszy wynik: Wrocław 1960 – XIII miejsce w finale europejskim, ostatniej eliminacji kontynentalnej przed finałem światowym).